# Släktforskarnas hus

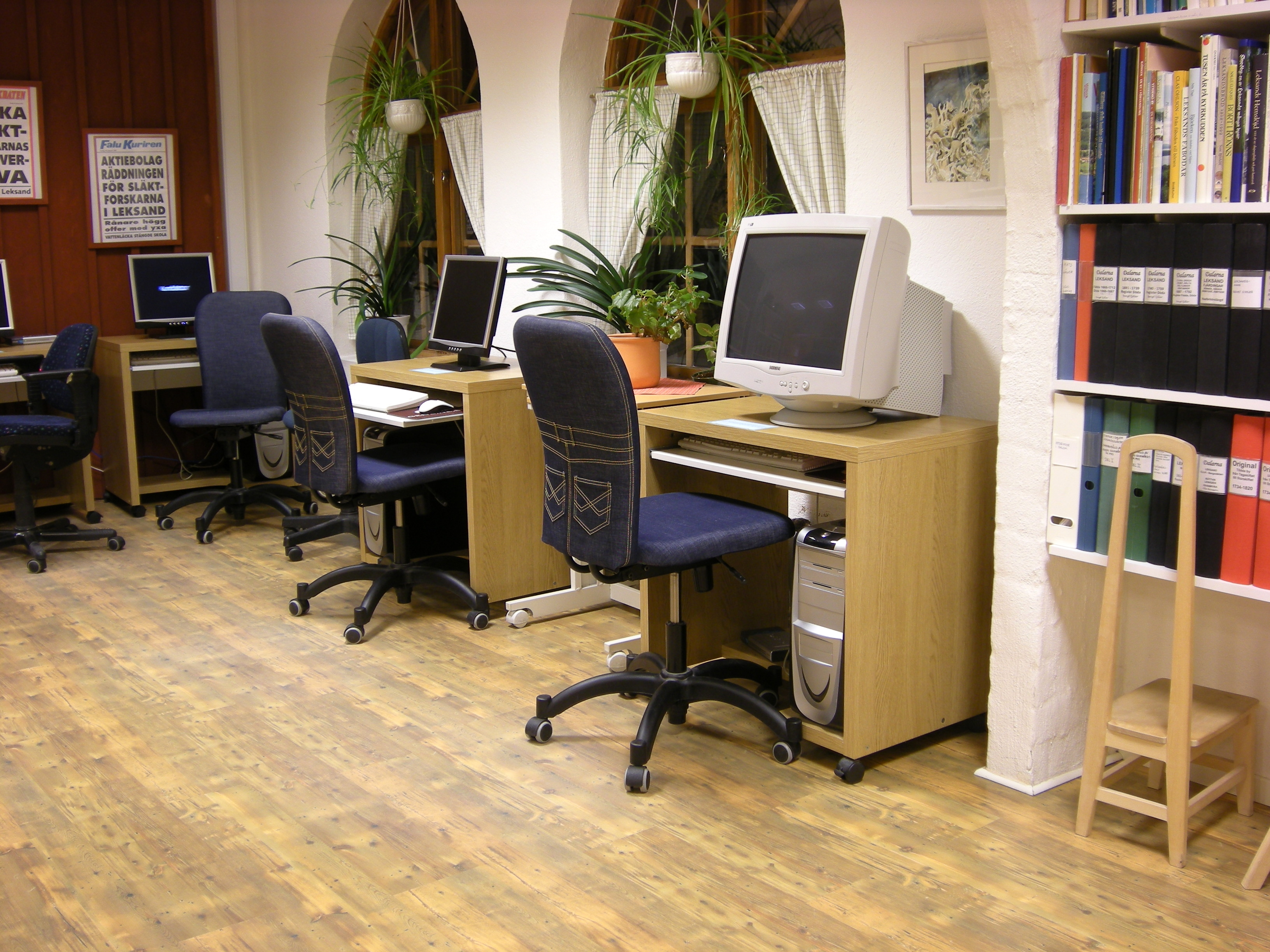
Släktforskarnas hus i januari 2011.

Släktforskarnas Hus startades 1992 på initiativ av den lokala släkt- och emigrationsforskarföreningen DALFOLK. Verksamheten drevs i föreningsform. Medlemmar i föreningen var kommunerna runt Siljan.
Släktforskarnas Hus köpte av SVAR i Ramsele en kopia på mikrofilmat material från Sveriges kyrkor. Med detta mikrofilmade material, sattes det upp en forskarsal i Leksands Sockenstuga. Föreningen hyrde där ut forskarplatser och sålde släktforskartjänster till allmänheten.
Uppstarten av verksamheten i Leksands Sockenstuga skedde med hjälp av Kändisforskaren Bo Lindwall m.fl.
Efter en ekonomisk kris 2006 avvecklades föreningen. Dess resurser övertogs av ett nybildat företag, Släktforskarnas Hus i Leksand AB som från januari 2007 driver verksamheten vidare. Detta företag har anpassat sin verksamhet till de kraftiga förändringar som datoriseringen inom släktforskning inneburit och samarbetar mycket nära med Genline AB, en distributörer av kyrkboksmaterial i digital form, nu uppköpt av Ancestry.